# Mapping class group
In matematica, e più precisamente in topologia, il mapping class group (letteralmente, gruppo delle classi di mappe) è un importante invariante algebrico di uno spazio topologico. Detto brevemente, è un gruppo discreto di "simmetrie" dello spazio.

## Definizione
Il termine "mapping class group" ha un utilizzo flessibile; nella maggior parte dei casi è usato riferendosi a una varietà M. Il mapping class group di M viene interpretato come il gruppo delle classi di isotopia degli automorfismi di M. Cioè, se M è una varietà topologica, il mapping class group di M è il gruppo delle classi di isotopia degli omeomorfismi da M in sé; se M è una varietà differenziabile, il mapping class group è il gruppo delle classi di isotopia dei diffeomorfismi da M in sé. 
Ogni volta che {\displaystyle \mathrm {Aut} (X)} (il gruppo degli automorfismi di uno spazio X) possiede una topologia naturale (nel caso di X spazio topologico, generalmente si tratta della topologia compatto-aperto), il mapping class group di uno spazio X è definito come il gruppo quoziente {\displaystyle \mathrm {Aut} (X)/\mathrm {Aut} _{0}(X)}, dove {\displaystyle \mathrm {Aut} _{0}(X)} è la componente connessa di {\displaystyle id_{X}}, e assume quindi la topologia quoziente.
Nella letteratura riguardante la topologia in dimensione bassa, il mapping class group di X viene denotato di solito con {\displaystyle MCG(X)}. Altre volte viene denotato {\displaystyle \pi _{0}Aut(X)}, sostituendo ad {\displaystyle Aut} la nozione appropriata di automorfismo per la categoria di cui X è un oggetto. {\displaystyle \pi _{0}} in questo contesto denota lo 0-esimo gruppo di omotopia di uno spazio.
Si ha quindi la seguente successione esatta corta:
{\displaystyle 1\rightarrow {\rm {Aut}}_{0}(X)\rightarrow {\rm {Aut}}(X)\rightarrow {\rm {MCG}}(X)\rightarrow 1.}
la quale, frequentemente, non spezza .
Se si sta lavorando nella 
categoria di omotopia, il mapping class group di X è il gruppo delle classi di omotopia di equivalenze di omotopia di X.

### Varianti
Vi sono molti sottogruppi dei mapping class group che sono frequentemente studiati. Se M è una varietà orientata, {\displaystyle Aut(M)} può essere considerato come il gruppo degli omeomorfismi o diffeomorfismi di M che ne preservano l'orientazione: è questa la definizione standard del mapping class group di una varietà orientata, chiamato anche gruppo modulare ({\displaystyle \mathrm {Mod} (M)}), visto come generalizzazione del gruppo modulare classico. Il mapping class group definito a partire da omeomorfismi o diffeomorfismi che non preservano necessariamente l'orientazione è detto talvolta mapping class group generalizzato (e viene denotato {\displaystyle {\rm {MCG}}^{\pm }(M)} o {\displaystyle {\rm {Mod}}^{\pm }(M)}). Chiaramente {\displaystyle {\rm {Mod}}(M)} è un sottogruppo di {\displaystyle {\rm {MCG}}^{\pm }(M)}, di indice 2 se M ammette almeno un automorfismo che ne inverte l'orientazione.
Analogamente, il sottogruppo del mapping class group che agisce banalmente sull'omologia di M è detto gruppo di Torelli di M; può essere considerato come il mapping class group definito a partire dagli automorfismi di una varietà marcata non con un'orientazione ma tramite l'omologia.

## Esempi

### Sfera
In qualunque categoria (differenziabile, lineare a tratti, topologica, di omotopia) vale
{\displaystyle {\rm {MCG}}^{\pm }(S^{2})\simeq {\mathbb {Z} }/2{\mathbb {Z} },}
corrispondente alle applicazioni di grado {\displaystyle \pm 1}.

### Toro
Nella categoria dell'omotopia,
{\displaystyle {\rm {MCG}}(T^{n})\simeq {\rm {GL}}(n,{\mathbb {Z} }).}
Ciò è dovuto al fatto che {\displaystyle T^{n}=(S^{1})^{n}} è uno spazio di Eilenberg-MacLane.
Per {\displaystyle n\geq 5} , ci sono successioni esatte che spezzano:
- nella categoria degli spazi topologici,

{\displaystyle 0\to \mathbb {Z} _{2}^{\infty }\to MCG(T^{n})\to GL(n,\mathbb {Z} )\to 0}
- nella categoria lineare a tratti,

{\displaystyle 0\to \mathbb {Z} _{2}^{\infty }\oplus {\binom {n}{2}}\mathbb {Z} _{2}\to MCG(T^{n})\to GL(n,\mathbb {Z} )\to 0}
- nella categoria differenziabile,

{\displaystyle 0\to \mathbb {Z} _{2}^{\infty }\oplus {\binom {n}{2}}\mathbb {Z} _{2}\oplus \sum _{i=0}^{n}{\binom {n}{i}}\Gamma _{i+1}\to MCG(T^{n})\to GL(n,\mathbb {Z} )\to 0}
dove i {\displaystyle \Gamma _{i}} sono i gruppi abeliani finiti di Kervaire-Milnor delle sfere di omotopia, e {\displaystyle \mathbb {Z} _{2}} è il gruppo di ordine 2.

### Superfici orientabili
I mapping class group delle superfici sono stati ampiamente studiati. Citiamo qui solo alcuni risultati:
- il teorema di Dehn-Nielsen-Baer afferma che per ogni superficie (topologica o differenziabile) S compatta, chiusa, orientata, di genere almeno 1, l'omomorfismo naturale {\displaystyle {\rm {MCG}}^{\pm }(S)\rightarrow {\rm {Out}}(\pi _{1}(S))} è un isomorfismo ({\displaystyle {\rm {Out}}(\pi _{1}(S))} è il gruppo degli automorfismi esterni di S).

- se S è una varietà senza bordo, si definisce il mapping class group puro di S come il sottogruppo di {\displaystyle {\rm {Mod}}(S)} degli automorfismi che fissano ogni puntura di S. il teorema di Dehn afferma che tale sottogruppo è generato da un numero finito di Dehn twists attorno a curve su S che non la sconnettono.

- è noto che ogni gruppo finito è sottogruppo del mapping class group di un'opportuna superficie orientabile e chiusa[4]. Inoltre è possibile realizzare ogni gruppo finito come gruppo delle isometrie di qualche superficie di Riemann compatta.

### Superfici non orientabili
Alcune superfici non orientabili hanno mapping class groups con presentazioni semplici. Per esempio, ogni omeomorfismo del piano proiettivo reale {\displaystyle \mathbb {P} ^{2}\mathbb {R} } è isotopo all'identità:
{\displaystyle {\rm {MCG}}(\mathbb {P} ^{2}\mathbb {R} )=1.}
Il mapping class group della bottiglia di Klein {\displaystyle K} è:
{\displaystyle {\rm {MCG}}(K)={\mathbb {Z} }/2{\mathbb {Z} }\oplus {\mathbb {Z} }/2{\mathbb {Z} }.}
i quattro elementi sono l'identità, un Dehn twist attorno alla curva che non borda un nastro di Möbius (e che quindi ha due lati), lo y-omeomorfismo di Lickorish, e la composizione di questi ultimi due. Mostrare che il Dehn twist al quadrato è isotopo all'identità è un esercizio interessante.
Inoltre, la superficie chiusa compatta non orientabile di genere 3 ha:
{\displaystyle {\rm {MCG}}(N_{3})={\rm {GL}}(2,{\mathbb {Z} }).}
Questo perché {\displaystyle N_{3}} ha un'unica curva con un lato solo (cioè, tale che un suo intorno piccolo è omeomorfo al nastro di Möbius); tagliando la superficie lungo questa, si ottiene un toro con una componente di bordo.
Ciò viene discusso in un articolo di Martin Scharlemann.

### 3-varietà
Anche i mapping class group delle 3-varietà sono stati molto studiati, e sono fortemente legati a quelli delle 2-varietà. Per esempio, ogni gruppo finito può essere realizzato come il mapping class group (e anche il gruppo di isometrie) di una 3-varietà iperbolica.

## Mapping class groups di coppie
Data una coppia di spazi {\displaystyle (X,A)}, il mapping class group della coppia è costituito dalle classi di isotopia degli automorfismi della coppia, dove un automorfismo di {\displaystyle (X,A)} è definito come un automorfismo di X che preserva A: vale a dire, {\displaystyle f:X\to X} è invertibile e {\displaystyle f(A)=A}.

### Gruppi di simmetria di nodi e link
Se {\displaystyle K\subset S^{3}} è un nodo o un link, il gruppo di simmetria del nodo (o link) è definito come il mapping class group cella coppia {\displaystyle (S^{3},K)}. È noto che il gruppo di simmetria di un nodo iperbolico è diedrale o ciclico, e che ogni gruppo diedrale o ciclico può essere realizzato come gruppo di simmetria di nodi. Il gruppo di simmetria di un nodo torico è {\displaystyle \mathbb {Z} /2\mathbb {Z} }.

## Gruppo di Torelli
Il mapping class group induce un'azione sull'omologia (e sulla coomologia) di uno spazio X: infatti la (co) omologia è funtoriale e {\displaystyle {\rm {Aut}}_{0}} agisce banalmente (tutti i suoi elementi sono isotopi all'identità, e l'azione sulla (co) omologia è invariante per omotopia).
Il nucleo di quest'azione è il "gruppo di Torelli", indicato con {\displaystyle {\rm {Tor}}(X)}
Nel caso di una superficie orientabile {\displaystyle \Sigma } di genere g, l'azione di cui sopra è di fatto l'azione sul primo gruppo di omologia  {\displaystyle H^{1}(\Sigma )\cong \mathbb {Z} ^{2g}}, in quanto le applicazioni che preservano l'orientazione sono esattamente quelle che agiscono banalmente sul gruppo di coomologia più elevato {\displaystyle H^{2}(\Sigma )\cong \mathbb {Z} }. 
{\displaystyle H^{1}(\Sigma )} possiede una struttura simplettica, proveniente dal prodotto cup; visto che le applicazioni che stiamo considerando sono automorfismi, e preservano il prodotto cup, il mapping class group agisce tramite automorfismi simplettici; e tutti gli automorfismi simplettici vengono realizzati. Si ha quindi una successione esatta corta:
{\displaystyle 1\to {\mbox{Tor}}(\Sigma )\to {\mbox{MCG}}(\Sigma )\to {\mbox{Sp}}(H^{1}(\Sigma ))\cong {\mbox{Sp}}_{2g}(\mathbb {Z} )\to 1}
che può essere estesa a
{\displaystyle 1\to {\mbox{Tor}}(\Sigma )\to {\mbox{MCG}}^{\pm }(\Sigma )\to {\mbox{Sp}}^{\pm }(H^{1}(\Sigma ))\cong {\mbox{Sp}}_{2g}^{\pm }(\mathbb {Z} )\to 1}
Il gruppo simplettico ha una struttura in gran parte conosciuta, dunque il problema di capire la struttura algebrica del mapping class group spesso si riconduce a problemi sul gruppo di Torelli.
Si noti che per il toro ({\displaystyle g=1}), l'applicazione verso il gruppo simplettico è un isomorfismo, e il gruppo di Torelli è nullo.

## Mapping class group stabile
La superficie orientabile {\displaystyle \Sigma _{g,1}} di genere g e a bordo connesso può essere inclusa con un embedding in {\displaystyle \Sigma _{g+1,1}} attaccando un ulteriore buco alla fine (vale a dire, incollando fra loro {\displaystyle \Sigma _{1,1}} e {\displaystyle \Sigma _{g,2}}); dunque gli automorfismi della superficie più piccola che lasciano invariati i punti del bordo si estendono alla superficie più grande. Il limite diretto dei gruppi {\displaystyle {\rm {MCG}}(\Sigma _{g,1})} al variare di g è detto mapping class group stabile. L'anello di coomologia di tale gruppo è stato congetturato da David Mumford. L'anello di coomologia su {\displaystyle \mathbb {Z} } è stato calcolato nel 2002 da Ib Madsen e Michael Weiss, provando la congettura di Mumford.

### Mapping class group stabile
- Ib Madsen, Michael S. Weiss,  The stable moduli space of Riemann surfaces: Mumford's conjecture, 2002
pubblicato come: Ib Madsen, Michael S. Weiss, The stable moduli space of Riemann surfaces: Mumford's conjecture, 2007, Annals of Mathematics